# 科赫宫
科赫宫（Palazzo Koch）是意大利罗马的一座新文艺复兴建筑，位于民族街，占据整个街区，目前由该国的中央银行意大利银行总行使用，设有巴菲图书馆和货币博物馆:2。
该建筑以其设计者，建筑师加埃塔诺·科赫（Gaetano Koch）命名，建于1888年至1892年。该建筑长109米，宽60米，高37米。主立面由石灰华大理石建成，具有多立克，爱奥尼亚和科林斯三种柱式。该建筑共有五层，其中有两层在地下。周围三面被宽8米，深5米的小河环绕。在民族街上有两个对称的主入口，但目前只有一个门在使用。:2。
该建筑设有两个内部庭院。西院的立面也有三层古典柱式，并有建筑师的半身像。喷泉顶部是在哈德良统治期间制作的皇帝的同性情人安提诺乌斯的雕像。:2。
在两院之间的狼厅（Sala della Lupa），有卡比托利欧狼雕塑，通往超过3米宽的主楼梯，通往顶楼。
该建筑的地板和门道均铺设大理石，收藏有许多艺术品，包括墙壁上的丝绸挂毯、雕像、欧洲绘画（16-19世纪）以及东方作品，如中国狮子（汉魏），柬埔寨的佛头和印度和波斯文物。:3–5